# Betty Shabazz
Betty Shabazz, nata come Betty Dean Sanders e conosciuta anche come Betty X (Pinehurst, 28 maggio 1936 – New York, 23 giugno 1997), è stata un'attivista statunitense.
Moglie di Malcolm X, è stata al fianco del marito nella lotta per i diritti degli afroamericani. Dopo la morte di questi ha continuato a battersi per la questione razziale, anche con African-American Foundation, la Women's Service League e il Day Care Council of Westchester County (New York).
Nel 1956 una nuova sorella è diventata membro di quel tempio. Ma soltanto l’anno dopo Malcolm ne nota la presenza, proprio quella sera di giovedì. Il suo nome è Betty, ma tutti la chiamano sorella Betty X. Alta, con la pelle più scura di lui, gli occhi castani, non sa nemmeno di essere stata adocchiata dal suo pastore: tutti conoscono il parere di questi sul fatto di prender moglie; e per il tempio corre voce che gli altri fratelli non guardino le sorelle perché il loro pastore è scapolo.

## Cinema
Venne interpretata da Angela Bassett nel film Malcolm X, pellicola biografica sul marito di Betty e diretto da Spike Lee nel 1992.